# 金鸡山炮台
29°10′10″N 121°51′44″E / 29.16944°N 121.86222°E
金鸡山炮台是浙江省象山县的一处炮台，位于石浦镇。炮台建于清代，东南隔石浦港与高塘岛相望。台基长方形，占地118平方米，四面由19层条石砌成。
2011年1月7日，金鸡山炮台被纳入第六批浙江省文物保护单位。